# Aptenodytes ridgeni
Aptenodytes ridgeni este o specie dispărută de pinguin. Rămășițele unui exemplar din această au fost găsite în anul 1968 de către Alan Ridgen, care avea atunci 11 ani.